# Reella tal

Reella tal som punkter på den reella tallinjen

Reella tal är de tal som man vanligtvis menar med tal. De kan beskrivas som alla punkter på en kontinuerlig linje, utan att det finns glapp mellan talen i linjen. Denna linje brukar kallas den reella tallinjen. Mängden av alla reella tal betecknas vanligen ℝ eller R.
De skrivs ofta som avkortade decimalutvecklingar, det vill säga som approximationer, till exempel 3,3333... eller 1,4142... där "..." indikerar att flera siffror följer för en mera precis bestämning av talet.
Naturliga tal (icke-negativa heltal, mängden ℕ) är delmängden av de reella talen där decimaldelen är noll, medan rationella tal (bråktalen, mängden ℚ) är delmängden av de reella talen där decimalföljden övergår i ett periodiskt mönster. Det sistnämnda kan skrivas som ett bråk med heltal i täljare och nämnare. Några exempel är:
{\displaystyle 1/3=0,333...}
{\displaystyle 1/11=0,09090909...}
{\displaystyle 2/7=0,285714285714...}
{\displaystyle 95/14=6,7857142857142...}
Exempel på reella tal är 0, 1 (naturliga), 1/2 (rationellt), √2 (irrationellt, algebraiskt), e, pi (irrationella och transcendenta). Reella tal som inte är rationella kallas irrationella tal.

## Definition
Med ℝn avses mängden av alla n-tiplar
{\displaystyle x=(x_{1},\ x_{2},\ ...,\ x_{n})}
av reella tal, vilket skrivs x ∈ ℝn. Med ℝ avses ℝ1.
ℝ1 kan geometriskt tolkas som en punkt på en linje, ℝ2 som en punkt i planet och ℝ3 som en punkt i rummet. Med föregående beteckningar kan vi skriva:
{\displaystyle (x_{1})\in \mathbb {R} ^{1}}
{\displaystyle (x_{1},\ x_{2})\in \mathbb {R} ^{2}}
{\displaystyle (x_{1},\ x_{2},\ x_{3})\in \mathbb {R} ^{3}}
För n > 3 är det svårt att beskriva ℝn geometriskt.

### Operationer
Operationer som är definierade för vektorer {\displaystyle x,\ y\in \mathbb {R} ^{n}}.
Addition
{\displaystyle x+y=(x_{1}+y_{1},...,x_{n}+y_{n})}
Skalärmultiplikation
Om {\displaystyle \lambda \in \mathbb {R} ^{1}} gäller {\displaystyle \lambda \cdot x=(\lambda \cdot x_{1},...,\lambda \cdot x_{n})}
Multiplikation
{\displaystyle x\cdot y=x_{1}\cdot y_{1}+...+x_{n}\cdot y_{n}}
Längd. Längden av {\displaystyle x} är 
{\displaystyle |x|={\sqrt {x\cdot x}}={\sqrt {x_{1}^{2}+...+x_{n}^{2}}}}
Avstånd. Avståndet mellan {\displaystyle x} och {\displaystyle y} är 
{\displaystyle |x-y|={\sqrt {(x_{1}-y_{1})^{2}+...+(x_{n}-y_{n})^{2}}}}
Vinkel. Vinkeln mellan {\displaystyle x} och {\displaystyle y} är 
{\displaystyle \cos \theta ={\frac {x\cdot y}{|x|\cdot |y|}}}, där {\displaystyle 0\leq \theta \leq \pi }

## Historiskt
Under antiken insåg pytagoréerna att längden på hypotenusan för en kvadrat med enhetssida, √2, inte kunde uttryckas som ett rationellt tal (se roten ur två). Detta kom som en överraskning för dåtidens matematiker, som var övertygade om att de rationella talen var fullkomliga. Man insåg att det behövdes fler tal, bland annat för att beskriva kvadratrötter, men även för tal som π. Man lyckades dock inte finna en allmän och precis definition av dessa nya tal.
På 1800-talet revolutionerades denna del av matematiken, då Richard Dedekind gav en enkel men kraftfull konstruktion av de reella talen (se Dedekindsnitt). Han lät ett reellt (positivt) tal representeras av en öppen delmängd ur ℚ+. Det reella talet är sedan supremum av denna mängd. Om vi låter den aktuella mängden vara M och vi vill skapa decimalutvecklingen r för talet, kan vi gå till väga på detta sätt (för enkelhets skull begränsar vi oss till talen mellan 0 och 1):
1. Vilken är den största tiondel (0,1 0,2 etc.) sådan att det finns tal i M som är större än denna tiondel?
2. Lägg tiondelen till r
3. Vilken är den största hundradel sådan att det finns tal i M som är större än hundradelen + r?
4. Lägg hundradelen till r

Fortsätt oändligt många gånger, med tusendelar, tiotusendelar, etc.
På detta sätt ser vi att ett rationellt tal q representeras i ℝ av mängden {x ∈ ℚ : x<q}. Man visar sedan att de vanliga fyra räknesätten går att definiera för reella tal, och att de ger de resultat vi förväntar oss. Utifrån konstruktionen följer att mängden av de reella talen är fullständig, det vill säga att alla Cauchy-följder har ett gränsvärde (det finns inte några icke-reella tal på tallinjen).

## Andra representationer
De reella talen (mellan 0 och 1) kan också ses som element ur Bℕ, där basen B är en ändlig delmängd ur ℕ. På samma sätt, om man låter basen vara {0,1}, är ℝ naturligt homeomorf med potensmängden av de naturliga talen.

## Kardinalitet
Mängden reella tal är överuppräknelig, det vill säga antalet reella tal är i kardinalitetsmening större än antalet naturliga tal ℕ. Kardinaltalet för de reella talen är 2ℵ₀ , där ℵ₀ är antalet naturliga tal. Enligt kontinuumhypotesen är detta detsamma som ℵ₁ (Alef-1).
De rationella talen är bara ℵ₀ till antalet. De utgör därför bokstavligen en försvinnande liten del av alla reella tal. De irrationella dominerar totalt i antal. Man brukar illustrera detta med följande något provokativa, nästan paradoxala men ändå helt korrekta tankeexperiment: Antag att du kastar pil på den reella tallinjen. Då är sannolikheten exakt 0 att du träffar ett rationellt tal.

## Egenskaper
De reella talen uppfyller följande egenskaper:

### Associativa lagarna
Antag att a, b, c är reella tal. Då gäller:
{\displaystyle 1\mathrm {a} .\quad a+(b+c)=(a+b)+c}
{\displaystyle 1\mathrm {b} .\quad a\cdot (b\cdot c)=(a\cdot b)\cdot c}

### Enhetens existens
Det finns tal 0 och 1 sådana att för varje reellt tal a gäller att:
{\displaystyle 2\mathrm {a} .\quad a+0=0+a=a}
{\displaystyle 2\mathrm {b} .\quad a\cdot 1=1\cdot a=a}

### Inversen
{\displaystyle 3a.} För varje tal a finns ett tal -a sådant att a + -a = 0
{\displaystyle 3b.} För varje tal a skilt från 0, finns ett tal a -1 sådant att a · a -1 = 1

### Kommutativa lagarna
Antag att a, b är reella tal. Då gäller:
{\displaystyle 4\mathrm {a} .\quad a+b=b+a}
{\displaystyle 4\mathrm {b} .\quad a\cdot b=b\cdot a}

### Distributiva lagen
Antag att a, b, c är reella tal. Då gäller:
{\displaystyle 5\mathrm {a} .\quad a\cdot (b+c)=a\cdot b+a\cdot c}

### Ordning
Det finns en delmängd av de reella talen P, kallad de positiva talen. Om a, b tillhör P så:
{\displaystyle 6\mathrm {a} .\quad a,b\neq 0}
{\displaystyle 6\mathrm {b} .\quad -a,-b\not \in \mathbf {P} }
{\displaystyle 6\mathrm {c} .\quad a+b\in \mathbf {P} }
{\displaystyle 6\mathrm {d} .\quad a\cdot b\in \mathbf {P} }

### Fullständighet
Om M är en delmängd av ℝ, och M är begränsad uppåt så existerar en minsta övre begränsning m (definierad som supremum av M, m = sup M).

## Begränsningar
Lösningar av vissa polynomekvationer till exempel x2 + 1 = 0 ligger utanför de reella talen. För att lösa sådana ekvationer krävs de komplexa talen ℂ.